# Johann Jakob Frey

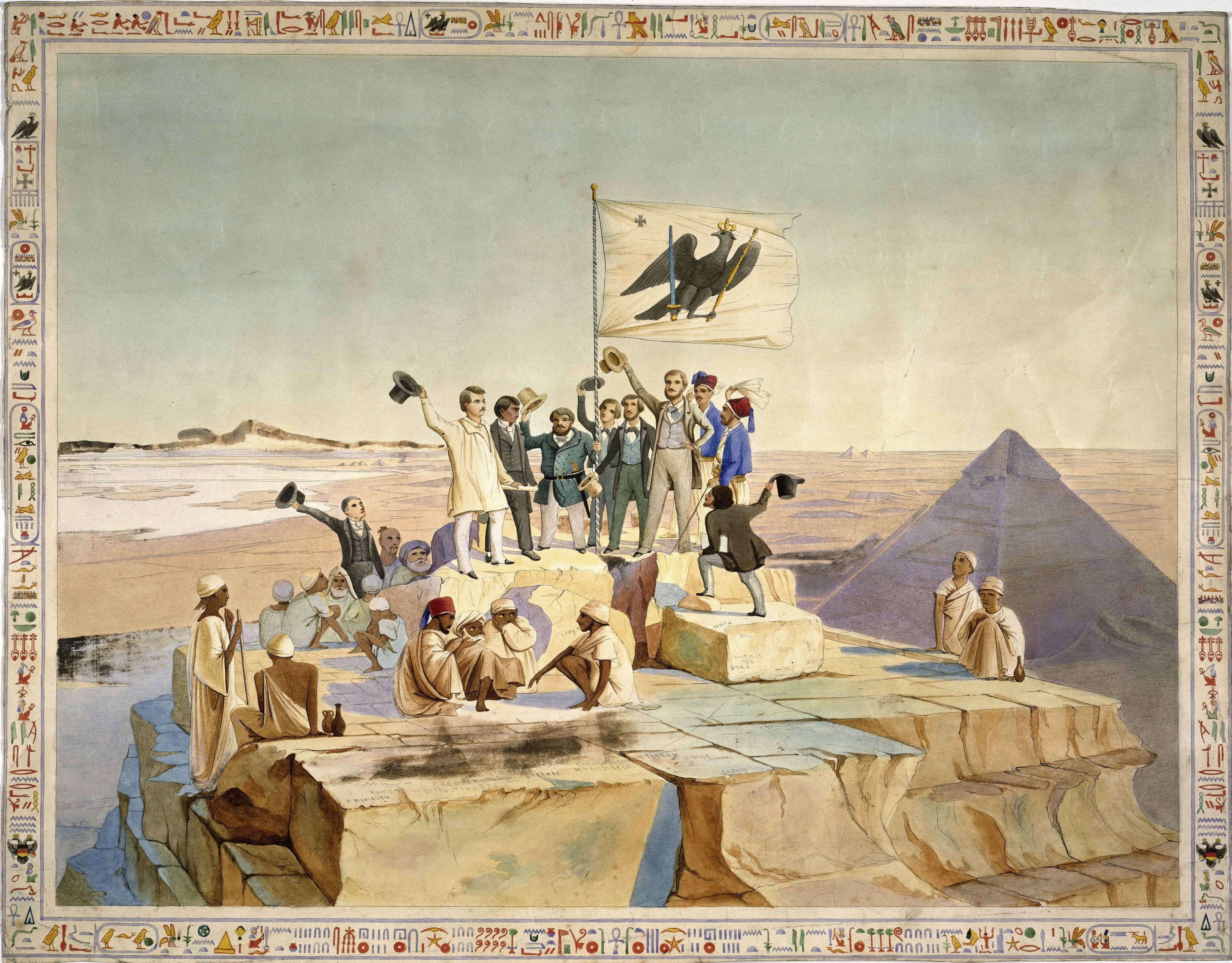
Frey als Maler der Lepsius-Expedition auf der Cheops-Pyramide 1842. (Frey steht in der Gruppe unten rechts.)

Johann Jakob Frey (* 27. Januar 1813 in Basel; † 30. September 1865 in Frascati; heimatberechtigt in Basel) war ein Schweizer Landschaftsmaler.

## Leben und Wirken
Frey war ein Sohn des Radierers Samuel Frey (1785–1836) und erlernte in seiner Jugend die Malerei bei seinem Vater. Ausserdem lernte Frey bei dem Schweizer Zeichner Hieronymus Hess.
Später zog er dann nach Paris und anschliessend im Jahr 1834 nach München, wo er von der Mäzenin Emilie Linder unterstützt wurde, was Frey schliesslich einen erneuten Umzug, diesmal nach Rom, ermöglichte. In Rom liess er sich dann dauerhaft nieder. Dort machte er Bekanntschaften mit Persönlichkeiten wie Joseph Anton Koch, Johann Christian Reinhart, Carl Philipp Fohr und Johann Martin von Rohden. 1842 bis 1845 nahm er an der preussischen Expedition nach Ägypten teil.

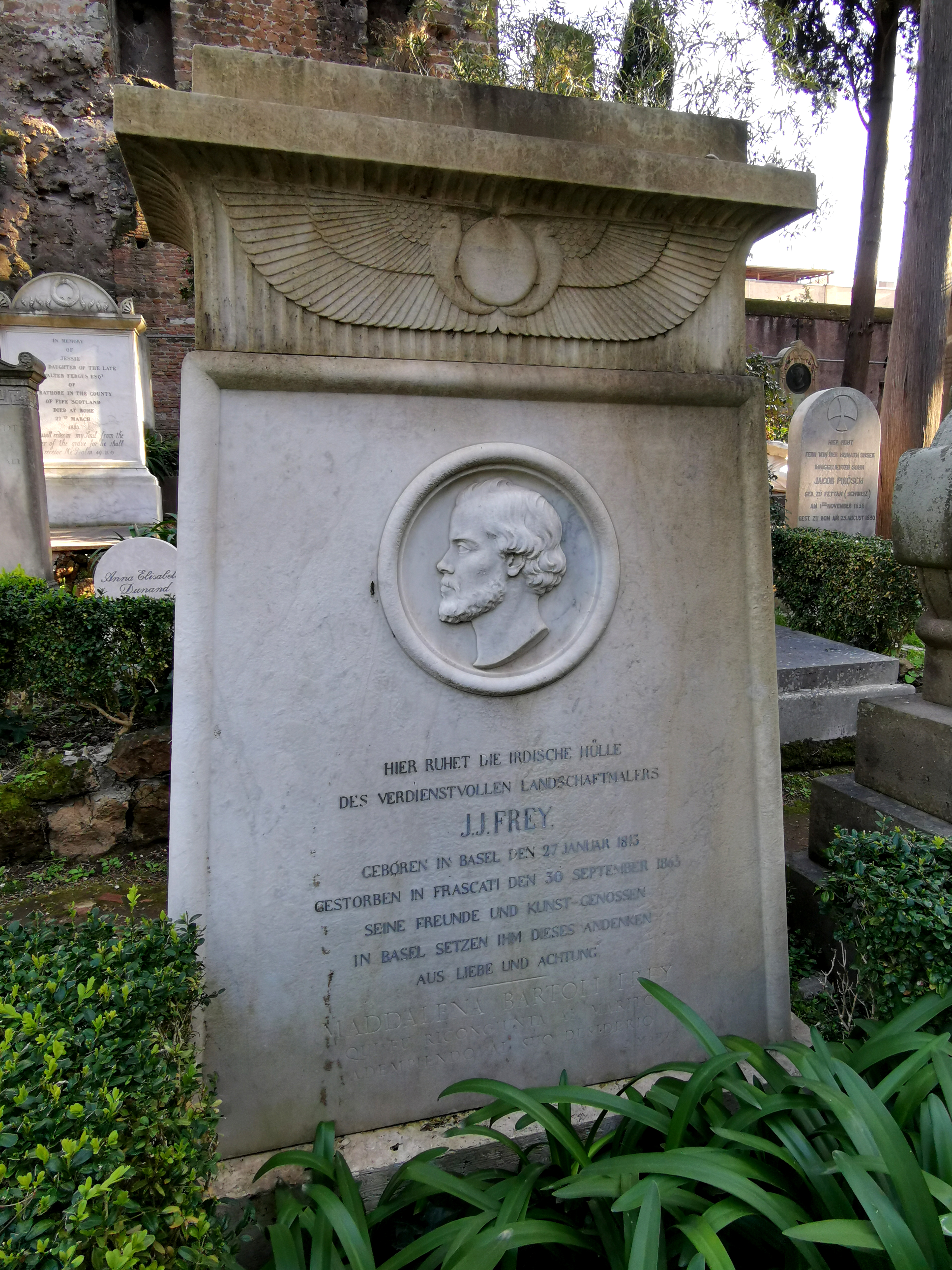
Grab auf dem Protestantischen Friedhof Rom

Er wurde auf dem Cimitero Acattolico in Rom begraben, wo sich der Grabstein mit dem vom befreundeten Bildhauer Ferdinand Schlöth geschaffenen Porträtrelief bis heute erhalten hat.

## Œuvre
Frey reiste viel durch Italien, besonders in und um Rom, um dort Landschaftsskizzen anzufertigen. In seinem Studio entwickelte er aus diesen Skizzen dann Gemälde. Er reiste auch in andere Länder ausserhalb Italiens, zum Beispiel nach Spanien und Ägypten, um Skizzen für spätere Werke anzufertigen.
Freys Malstil orientiert sich an denen Joseph Kochs oder Franz Hornys. So zeigen sie oftmals einen detailreichen und -getreuen Vordergrund, worauf häufig Elemente wie kurvige Fusswege oder Flüsse zu sehen sind, die den Fokus des Betrachters in die gezeichnete Ferne lenken.

## Werke (Auswahl)

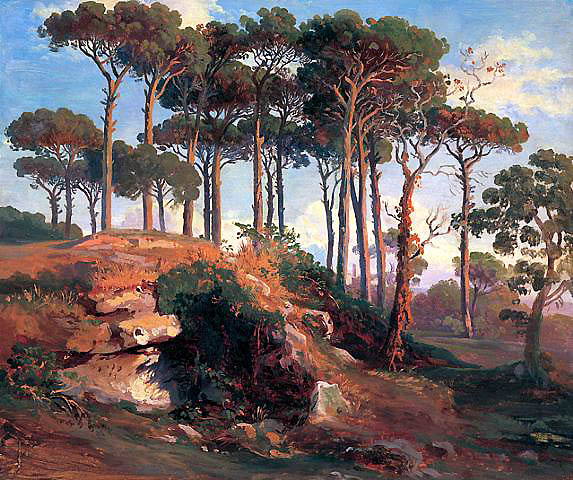
Pinien am Nemi-See, um 1840.

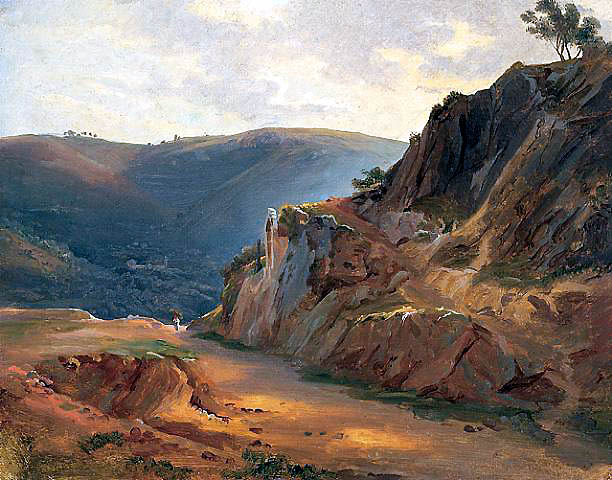
Weg in den Bergen über Rom, um 1840.

- Felsvorsprung am Fluß in der Römischen Campagne, 35,6 × 52,1 cm, Metropolitan Museum of Art
- Sonnendurchbruch über der Römischen Campagne, 29 × 49 cm, National Gallery of Art
- Reisende in italienischer Landschaft, 1855, 52,4 × 66,7 cm, Victoria and Albert Museum
- Das Theater von Taormina mit Aetna, 1840, 58 × 83 cm, Kunsthaus Zürich
- Die Pyramiden von Gizeh, Antikenmuseum Basel